# Breitenweinzier
Breitenweinzier ist ein Ortsteil der Stadt Bogen im niederbayerischen Landkreis Straubing-Bogen.

## Geographische Lage
Das Dorf grenzt im Süden an Dörfling. Im Westen erhebt sich der Bogenberg. Im Norden verläuft der Bogenbach und etwa zwei Kilometer südlich die Donau.

## Geschichte
Breitenweinzier wurde um 1170 als Winzzer zum ersten Mal urkundlich erwähnt. 1818 wurde Breitenweinzier als Teil der Gemeinde Bogenberg festgelegt. Am 1. Januar 1972 wurde die Gemeinde Bogenberg in die Stadt Bogen eingegliedert und Breitenweinzier dadurch ein Ortsteil Bogens.